# アダム・ドナキー
アダム・ドナキー (Adam Michael Donachie ：アダム・マイケル・ドナキー、1984年3月3日 - ) は、アメリカ合衆国・フロリダ州出身のプロ野球選手である。2014年時点では、米独立リーグ・アトランティックリーグに属するサマーセット・ペイトリオッツに所属。同じく2014年時点では、MLBでプレイした事はない。姓の「Donachie」は、正しくは「ドノッチー」ないし「ドノーチー」 (発音：doh-NOTCH-ee)  と読む。

## 経歴
2002年6月、カンザスシティ・ロイヤルズがドラフト2巡目で指名し、ティンバー・クリーク高校 (英語：Timber Creek HS) からプロ入りした。プロ入り後は、マイナーリーグのガルフ・コーストリーグ (ルーキー級) に属するGCL・ロイヤルズに配属され早速、試合に出場した。同年は21試合に出場し、打率.206・3打点という打撃成績だった。守備では19試合で捕手守備に就き、無失策・盗塁阻止率25％を記録した。
2003年、前年と同じくルーキー級のアリゾナリーグのチームであるAZL・ロイヤルズに所属。22試合の出場で、打率.250・7打点という成績をマークし、またプロ入り初三塁打を放った。守備面では、捕手としての20試合で2失策を犯したものの、盗塁阻止率を27％まで上げた。
2004年、ランクを上げて (A級) ミッド・ウェストリーグのバーリントン・ビーズでプレイした。ビーズでは67試合に出場し、プロ入り初本塁打・初盗塁を記録したが、打率.189と不振に陥った。守備面でも、8失策・守備率.986と成績を落とした。なお、盗塁阻止率は記録されなかった。
前年は成績不振だったが、2005年は2年連続でランクを上げ (A+級) 、カリフォルニアリーグに属するハイデザート・マーベリックスに昇格した。マーベリックスでは102試合に出場し、打率.294・12本塁打・48打点・1盗塁・OPS0.842という成績を記録、打撃が開花したシーズンとなった。また守備面でも、自身初の2ケタ失策 (10失策) を犯したものの、盗塁を38回刺して阻止率52％を記録し、強肩を発揮した。
2006年、前年に引き続きマーベリックスでプレイ。62試合の出場で打率.271・6本塁打・21打点という成績を残し、AA級・テキサスリーグのウィチタ・ラングラーズ (当時の球団名) に昇格した。昇格後は、29試合の出場で打率.191・2本塁打・10打点という成績に終わった。2チーム計の成績は、打率.247・8本塁打・31打点という内容だった。守備では、2チーム計91試合の捕手守備で、守備率.990・盗塁阻止率45％という数字をマークし、強肩は健在だった。
2007年は、シーズン開幕前のボルチモア・オリオールズの40人ロースターに入った。しかし、メジャーデビュー出来ずに終わった。マイナーではラングラーズで84試合に出場し、打率.207・9本塁打・35打点という数字で不振がぶり返した。守備では守備率.992を記録した一方、盗塁阻止率は33％まで低下した。
2008年、ラングラーズ改めノースウェストアーカンソー・ナチュラルズで91試合に出場したが、打率.212に終わり打撃不振から脱却出来なかった。守備面では、捕手として90試合で7失策・守備率.989・盗塁阻止率37％という数字を残したほか、プロ初の一塁守備にも就いた。一塁では、8試合で無失策と無難にこなした。
2009年、オリオールズ傘下のチーム・ボーウィー・ベイソックス (イースタンリーグ、AA級) に籍を移した。ベイソックスでは88試合に出場したが、打率.215・5本塁打・33打点という成績に終わり、低打率のままだった。守備では盗塁阻止率39％を記録し、2年連続で数字を上昇させた。また、この年も2試合でファーストを守った。
2010年、ベイソックスで5試合に出場したが、打率.150と極度の打撃不振に陥った。しかし、インターナショナルリーグ (AAA級) のノーフォーク・タイズに昇格を果たした。タイズでは、78試合の出場で打率.201と不振が継続。2チーム計の打率は.197と、遂に打率.200にすら届かない状態に陥った。守備面でもベイソックスで13％、タイズで24％、通算で23％の盗塁阻止率に終わり、攻守両面で不調を呈したシーズンを過ごした。
2011年、A+級のカロライナリーグに降格し、出直しを図る事になった。同リーグではフレデリック・キーズに所属し、22試合に出場。しかし、A+級のチームにもかかわらず.221という低打率に終わり、スランプ状態が続いた。その後、ベイソックス及びタイズに再昇格したが、ベイソックスでは.154・タイズでは.171と大不振を極め、3チーム計の打率は、2年連続で.200未達となる.194に留まった。守備面での不振も継続し、3チーム計26試合の捕手守備で、守備率.988・盗塁阻止率23％という内容だった。
2012年、遂にメジャー組織の球団から見切りをつけられ、米独立リーグのサマーセット・ペイトリオッツに移籍した。ペイトリオッツ初年度は、83試合に出場して打率.257・3本塁打・22打点・1盗塁と、成績が向上した。守備では、ファーストを守る割合が上昇し、64試合で捕手・14試合で一塁手を務めた。なお、捕手としての守備成績は守備率.986・盗塁阻止率32％という内容であり、守備率こそ更に低下したが、3年ぶりに阻止率を30％台に戻した。
2013年、前年に引き続きペイトリオッツでプレイ。82試合の出場で、打率.235・6本塁打・40打点・1盗塁という成績を残した。守備面では、8試合でファーストを守り、2失策・守備率.957を記録。捕手としては、70試合で2失策・守備率.996・盗塁阻止率33％という好成績をマークした。
2014年、ペイトリオッツ移籍後では最小の78試合出場であったが、打率.277・9本塁打・45打点・OPS0.798は、いずれも自己ベスト (ペイトリオッツ) の数字だった。守備では、66試合のキャッチャー守備で2失策・守備率.995と安定していたが、盗塁阻止率は20％まで低下した。

## 選手としての特徴
- 打撃

通算打率.233 ( - 2014年) で、シーズン通算打率.200未満が3度あり、ミート力が低い。選球眼が良く、その良さは、低打率にもかかわらず出塁率が打率より約.100高いシーズンの回数からも見て取れる。
- 守備

90試合以上でキャッチャーとして出場し、45％以上の盗塁阻止率を2度記録した事から分かるように、肩が強い。通算盗塁阻止率 ( - 2014年) も30％以上ある。
- 走塁

身長185cmに対し、体重約100kgの巨漢であり、マイナーと独立の13シーズンで僅かに10盗塁しか記録していない。

## 詳細情報

### 年度別打撃成績 (マイナー・独立)[2]
| 年 度      | 球 団                      | 試 合 | 打 席 | 打 数 | 得 点 | 安 打 | 二 塁 打 | 三 塁 打 | 本 塁 打 | 塁 打 | 打 点 | 盗 塁 | 盗 塁 死 | 犠 打 | 犠 飛 | 四 球 | 敬 遠 | 死 球 | 三 振 | 併 殺 打 | 打 率 | 出 塁 率 | 長 打 率 | O P S |
| ---------- | -------------------------- | ----- | ----- | ----- | ----- | ----- | -------- | -------- | -------- | ----- | ----- | ----- | -------- | ----- | ----- | ----- | ----- | ----- | ----- | -------- | ----- | -------- | -------- | ----- |
| 2002       | Royals                     | 21    | 80    | 68    | 7     | 14    | 3        | 0        | 0        | 17    | 3     | 0     | 0        | 1     | 1     | 9     | 0     | 1     | 12    | 5        | .206  | .304     | .250     | .554  |
| 2003       | Royals 1, 2                | 22    | 84    | 72    | 11    | 18    | 4        | 1        | 0        | 24    | 7     | 0     | 1        | 0     | 0     | 10    | 0     | 2     | 16    | 2        | .250  | .357     | .333     | .690  |
| 2004       | Burlington                 | 67    | 259   | 228   | 17    | 43    | 7        | 0        | 1        | 53    | 21    | 5     | 2        | 6     | 2     | 21    | 0     | 2     | 41    | 4        | .189  | .261     | .232     | .493  |
| 2005       | High Desert                | 95    | 394   | 347   | 64    | 102   | 24       | 0        | 12       | 162   | 48    | 1     | 0        | 2     | 0     | 43    | 0     | 2     | 78    | 8        | .294  | .375     | .467     | .842  |
| 2006       | High Desert                | 62    | 250   | 210   | 32    | 57    | 12       | 0        | 6        | 87    | 21    | 0     | 1        | 6     | 2     | 31    | 1     | 1     | 46    | 7        | .271  | .365     | .414     | .779  |
| 2006       | Wichita Northwest Arkansas | 29    | 114   | 94    | 21    | 18    | 5        | 0        | 2        | 29    | 10    | 0     | 1        | 0     | 1     | 19    | 0     | 0     | 20    | 1        | .191  | .325     | .309     | .633  |
| '06計      | Wichita Northwest Arkansas | 91    | 364   | 304   | 53    | 75    | 17       | 0        | 8        | 116   | 31    | 0     | 2        | 6     | 3     | 50    | 1     | 1     | 66    | 8        | .247  | .352     | .382     | .734  |
| 2007       | Wichita Northwest Arkansas | 84    | 307   | 271   | 34    | 56    | 12       | 0        | 9        | 95    | 35    | 0     | 0        | 3     | 0     | 31    | 0     | 2     | 76    | 9        | .207  | .293     | .351     | .643  |
| 2008       | Wichita Northwest Arkansas | 91    | 308   | 264   | 30    | 56    | 8        | 0        | 5        | 79    | 29    | 1     | 1        | 5     | 1     | 37    | 0     | 1     | 71    | 4        | .212  | .310     | .299     | .609  |
| 2009       | Bowie                      | 88    | 326   | 275   | 25    | 59    | 19       | 0        | 5        | 93    | 33    | 0     | 3        | 0     | 6     | 45    | 0     | 0     | 79    | 6        | .215  | .319     | .338     | .657  |
| 2010       | Bowie                      | 5     | 23    | 20    | 1     | 3     | 1        | 0        | 0        | 4     | 2     | 0     | 0        | 0     | 0     | 3     | 0     | 0     | 6     | 0        | .150  | .261     | .200     | .461  |
| 2010       | Norfolk                    | 78    | 289   | 249   | 23    | 50    | 8        | 0        | 4        | 70    | 21    | 0     | 2        | 7     | 5     | 26    | 0     | 2     | 62    | 3        | .201  | .277     | .281     | .558  |
| '10計      | Norfolk                    | 83    | 312   | 269   | 24    | 53    | 9        | 0        | 4        | 74    | 23    | 0     | 2        | 7     | 5     | 29    | 0     | 2     | 68    | 3        | .197  | .275     | .275     | .551  |
| 2011       | Frederick                  | 22    | 77    | 68    | 8     | 15    | 3        | 0        | 3        | 27    | 10    | 0     | 0        | 0     | 1     | 8     | 0     | 0     | 20    | 3        | .221  | .299     | .397     | .696  |
| 2011       | Bowie                      | 7     | 28    | 26    | 2     | 4     | 1        | 0        | 0        | 5     | 3     | 0     | 0        | 1     | 0     | 1     | 0     | 0     | 9     | 2        | .154  | .185     | .192     | .377  |
| 2011       | Norfolk                    | 14    | 48    | 35    | 5     | 6     | 1        | 0        | 3        | 16    | 4     | 0     | 1        | 1     | 0     | 12    | 0     | 0     | 12    | 1        | .171  | .383     | .457     | .840  |
| '11計      | Norfolk                    | 43    | 153   | 129   | 15    | 25    | 5        | 0        | 6        | 48    | 17    | 0     | 1        | 2     | 1     | 21    | 0     | 0     | 41    | 6        | .194  | .305     | .372     | .677  |
| 2012       | Somerset                   | 83    | 301   | 269   | 27    | 69    | 17       | 0        | 3        | 95    | 22    | 1     | 1        | 4     | 2     | 26    | 2     | 0     | 65    | -        | .257  | .320     | .353     | .673  |
| 2013       | Somerset                   | 82    | 291   | 264   | 29    | 62    | 11       | 1        | 6        | 93    | 40    | 1     | 1        | 2     | 1     | 22    | 0     | 2     | 60    | -        | .235  | .298     | .352     | .650  |
| 2014       | Somerset                   | 78    | 293   | 242   | 34    | 67    | 6        | 0        | 9        | 100   | 45    | 1     | 2        | 2     | 4     | 44    | 1     | 1     | 61    | -        | .277  | .385     | .413     | .798  |
| 通算：13年 | 通算：13年                 | 928   | 3472  | 3002  | 370   | 699   | 142      | 2        | 68       | 1049  | 354   | 10    | 16       | 40    | 26    | 388   | 4     | 16    | 734   | *55      | .233  | .321     | .349     | .671  |

- 2014年度シーズン終了時。
- 「-」は公式記録なし。
- 通算成績の「*数字」は、不明年度がある事を示す。
- Wichita (ウィチタ・ラングラーズ) は、2008年にNorthwest Arkansas (ノースウェストアーカンソー・ナチュラルズ) に球団名を変更。